# St. Gotthard im Mühlkreis
St. Gotthard im Mühlkreis, Sankt Gotthard im Mühlkreis – gmina w Austrii, w kraju związkowym Górna Austria, w powiecie Urfahr-Umgebung. Według Austriackiego Urzędu Statystycznego liczyła 1270 mieszkańców (1 stycznia 2015).